# Уильямсон, Элисон
Элисон Джейн Уильямсон (англ. Alison Williamson; род. 3 ноября 1971, Мелтон-Мобрей, Лестершир) — британская лучница, участница шести Олимпийских игр с 1992 по 2012. Она является бронзовым призёром индивидуальных соревнований на летних Олимпийских играх 2004 года. Это достижение стало первым для британских лучниц за 96 лет. Уильямсон завоевала две медали на чемпионате мира по стрельбе из лука и представляла Англию на Играх Содружества 2010 года, где выиграла две серебряные медали.
Уильямсон стала кавалером Ордена Британской империи в 2012 году. Она объявила о завершении карьеры в 2014 году.

## Биография
Элисон Уильямсон родилась 3 ноября 1971 года в Мелтон-Моубрей. Благодаря родителям, она узнала о стрельбе из лука в возрасте семи лет. И отец, и мать занимались этим видом. По состоянию на 2012 год отец занимал должность президента руководящего органа британской стрельбы из лука, а мать работала тренером. В возрасте десяти лет Уильямсон выиграла серебряную медаль Венлокских олимпийских ежегодных игр 1981, а в четырнадцать лет прошла квалификацию на свой первый международный турнир.
Чтобы привлечь внимание общественности к летним Олимпийским играм 1996 года, Уильямсон приняла участие в фотосессии для публикации в Национальной портретной галерее, снявшись обнажённой. В 2003 году она впервые получила финансирование от Национальной лотереи, что позволило ей совместить стрельбу из лука с подработкой учителем начальной школы. Гранты позволили ей стать спортсменкой на профессиональном уровне в 2006 году.
В мае 2012 года она участвовала в эстафете Олимпийского огня, выступая в качестве факелоносца, когда она проходила через город Мач-Венлок в графстве Шропшир (двенадцатый день маршрута). В следующем месяце Уильямсон стала членом Ордена Британской Империи за заслуги в стрельбе из лука. Возведение в Орден попало на празднование Дня Рождения Королевы.
Уильямсон вышла замуж за Уилла Конагана в 2013 году. Она является членом клуба Long Mynd в Шропшире. Она выпускница Университета штата Аризона. В 2000 году назвала ямайскую бегунью Мерлин Отти одним из своих любимых спортсменов.

## Карьера

### Олимпийская карьера
Олимпиады 1992, 1996 и 2000
Уильямсон дебютировала на Олимпийских играх 1992 года в Барселоне, заняв восьмое место в личном зачете среди женщин. Четыре года спустя на летних Олимпийских играх 1996 года в Атланте она закончила индивидуальные соревнования на десятом месте.
Для Уильямсон Олимпийские игры 2000 стали третьими в карьере. В женских индивидуальных соревнованиях она уступила на стадии 1/8 финала будущей олимпийской чемпионке Юн Ми Джин из Южной Кореи, которая установила новый олимпийский рекорд, набрав восемнадцатью стрелами 173 очка. Уильямсон при этом считала, что ей даже повезло, что она сумела дойти до этой стадии.
Летние Олимпийские игры 2004 года
Летние Олимпийские игры 2004 года в Афинах стали четвёртыми для Уильямсон. Первые раунды личных соревнований британка выиграла, в четвертьфинале против Хэ Инь она также одержала победу, при этом на итог повлияло то, что китаянка не сумела в установленное время произвести выстрел, получив за него 0 очков. Позже Уильямсон потерпела поражение в полуфинале от Пак Сон Хён. В поединке с Юань Шуци из Китайского Тайбэя в матче за бронзовую медаль счет по очкам был равным, но Уильямсон сумела опередить Юань на одно очко и выиграть первую олимпийскую медаль для Великобритании с 1992 года в стрельбе из лука, и впервые после Куини Ньюолл в 1908 году медаль выиграла британская женщина-лучница.
Летние Олимпийские игры 2008 года
Уильямсон была объявлена британской сборной для участия в своих пятых Олимпийских играх в июне 2008 года. Вместе с ней в Китай поехали Наоми Фолкард и Шарлотта Бёрджесс. Они до этого выиграли золотые медали на этапе Кубка мира в Доминиканской Республике в начале 2008 года. В Пекине команда вышла в полуфинал, но проиграла сборной Китая. Из-за неблагоприятных погодных условий матч был отложен на 50 минут. В итоге Уильямсон и её товарищи по команде показали результаты ниже ожиданий и победителем бронзового матча оказалась Франция. Позже Уильямсон участвовала в личных соревнованиях, неожиданно проиграв Хатуне Лориг из Соединенных Штатов, которая показала результат всего на два очка ниже олимпийского рекорда.
В интервью каналу Би-Би-Си Уильямсон призналась, что задумалась о завершении карьеры. Однако затем она решила продолжить выступать на летних Олимпийских играх 2012 в Лондоне. Спустя четыре года она сообщила, что почувствовала «настоящую решимость принять участие, потому что это были домашние игры».
Летние Олимпийские игры 2012 года
Уильямсон в 2011 году заявила, что её цель на следующий год — пройти квалификацию на предстоящие летние Олимпийские игры в Лондоне, поставив цель выиграть золотую медаль в женских командных соревнованиях. В июне 2012 года Уильямсон снова прошла отбор в олимпийскую сборную Великобритании, повторив рекорд фехтовальщика Билла Хоскинса и легкоатлетки Тессы Сандерсон, которые также приняли участие в шести летних Олимпийских играх подряд.
Уильямсон в предварительном раунде в индивидуальных соревнованиях показала 47 результат. Evening Standard назвал его «разочаровывающим». Уже в первом раунде она уступила монгольской лучнице Бишинди Урантунгалаг. Её участие вместе с Наоми Фолкард и Эми Оливер в женском командном зачете также завершилось в первом раунде после поражения британок от России.

### Другие соревнования

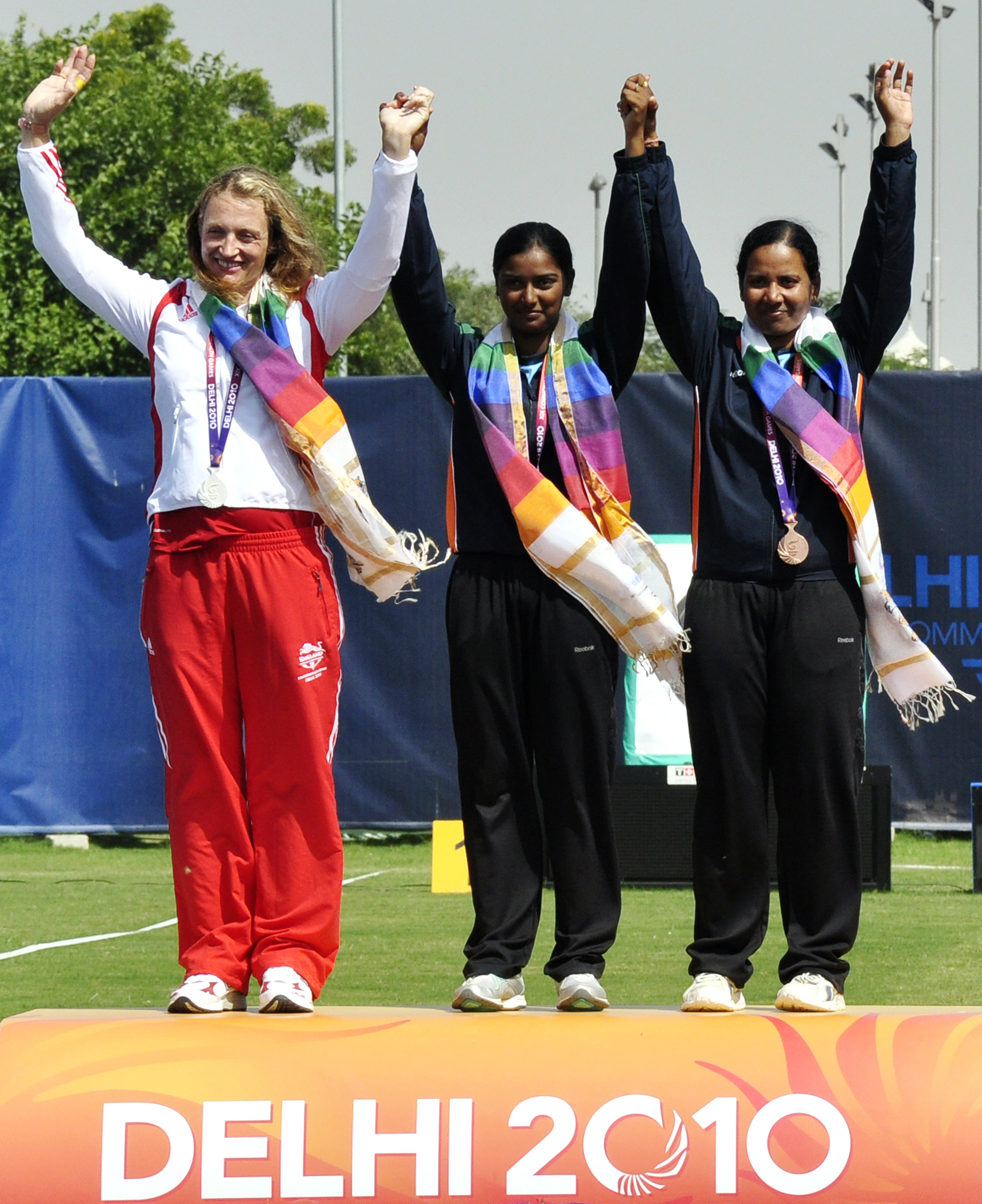
Уильямсон (слева) во время церемонии награждения в индивидуальных соревнованиях на Играх Содружества 2010 года

Чемпионат мира по стрельбе из лука
Уильямсон выиграла две медали на чемпионате мира по стрельбе из лука. В 1999 году она завоевала серебряную медаль. Позднее она назвала это событие своим «худшим спортивным моментом» в интервью Daily Telegraph в 2004 году. В 2007 году она и ее товарищи по команде Наоми Фолкард и Шарлотта Бёрджесс завоевали бронзовую медаль в женском командном турнире, победив Италию в матче за третье место. Достигнув полуфинала, они гарантировали три места британской команде на летних Олимпийских играх 2008 года.
Игры Содружества 2010 года
Уильямсон выиграла две серебряные медали на Играх Содружества в 2010 году в Дели, выйдя в финал как женских индивидуальных, так и женских командных соревнований. Несмотря на разногласия по поводу поведения индийской публики во время финала командных соревнований, в котором зрителей критиковали за то, что они отвлекали британку Эми Оливер, когда она стреляла своей последней стрелой в матче, Уильямсон признала, что противостоящая индийская команда была достойна золотой медали. Она отметила, что если бы «предложили нам серебро в самолете по пути сюда, мы, возможно, согласились бы». Её вторая серебряная медаль была завоёвана в финале индивидуальных соревнований после поражения от индианки Дипика Кумари со счётом 6:0 по сетам.

### Уход из спорта
После летних Олимпийских игр 2012 года Уильямсон отметила, что у нее больше не было той мотивации, заставляющей её участвовать в Олимпийских играх. При этом победа на национальном чемпионате немного отсрочила уход из спорта. Сделав перерыв в соревнованиях по стрельбе из лука, Уильямсон объявила о завершении карьеры в апреле 2014 года. Она отметила, что не готова больше уделять время стрельбе из лука и сказала, что «сейчас самое время просто сосредоточиться на повседневной работе».